# 庫奈特拉
庫奈特拉（阿拉伯语：القنيطرة）是敘利亞西南部庫奈特拉省的舊省會。它位在戈蘭高地的山谷，海拔1010公尺（3313英呎）處。庫奈特拉建於奧斯曼帝國時期，為商隊前往大馬士革的中繼站，後來演變成駐軍城鎮，人口2萬人，緊鄰敘利亞和以色列兩國的停火線。它的名稱在阿拉伯文中是「小橋」的意思。
1967年6月10日，第三次中東戰爭的最後一天，庫奈特拉受到以色列占領。敘利亞很快地在1973年的贖罪日戰爭中奪回失城，但以色列隨後發動反攻，再度取得庫奈特拉。直到1974年6月以色列撤軍，庫奈特拉全城幾乎徹底遭到毀滅。它現今被劃屬於敘利亞與以色列實際國界之間，非武裝的聯合國脫離接觸觀察員部隊中，僅居有少數幾戶人家。敘利亞並無計畫重建此城，且強烈反對定居於此區域內。以色列的毀城行為則受到聯合國嚴厲譴責，同時以色列也批評敘利亞對庫奈特拉沒有重建的積極作為。
2014年至2018年7月间，當地由叙利亚反對派控制。2018年7月底，叙利亚政府军重新控制了當地。 2024年以色列入侵該地並控制。

## 政權狀態
庫奈特拉省座落於敘利亞西南部，地理上囊含整個戈蘭高地。庫奈特拉為其首府，位處戈蘭高地的一部分，為敘利亞所屬。以色列主張其對部分戈蘭高地控有主權，但未獲除美国外其他國家承認。現今戈蘭高地地區普遍被認定是國際法所掌管的佔領區域，但实际上各方均默认了以色列对该地的统治。

## 外部連結
- 庫奈特拉衛星地圖 （页面存档备份，存于） (Google Maps)
- 庫奈特拉的照片

33°07′32″N 35°49′26″E / 33.12556°N 35.82389°E